# Campeonato Mundial de Esqui Estilo Livre de 2021
O Campeonato Mundial de Esqui Estilo Livre de 2021 foi a 18ª edição do evento organizado pela Federação Internacional de Esqui (FIS), Federação Sueca de Esqui, Federação Cazaque de Esqui e pela Federação Americana de Esqui. Inicialmente a sede do campeonato era a cidade chinesa de Zhangjiakou, mas devido a pandemia COVID-19 o país decidiu cancelar o evento e a FIS teve que escolher novas sedes, o que resultou em três sedes em períodos diferentes. No período de 10 a 13 de fevereiro as provas foram realizadas em Idre na Suécia, de 10 a 11 de março em Almaty no Cazaquistão e de 10 a 16 de março em Aspen nos Estados Unidos. Em Almaty foram realizados somente as provas de esqui, sendo realizado paralelamente o 14º Campeonato Mundial de Snowboard. 

## Banimento da equipe da Rússia
Em 9 de dezembro de 2019, a Agência Mundial Antidopagem (WADA) baniu a Rússia de todos os esportes internacionais por um período de quatro anos, após o governo russo ter adulterado dados laboratoriais que forneceu à WADA em janeiro de 2019 como condição da Agência Antidopagem Russa sendo reinstaurada. Como resultado da proibição, a WADA planeja permitir que atletas russos com autorização individual participem dos Campeonatos Mundiais de 2021-2022 e dos Jogos Olímpicos de Verão de 2020 sob uma bandeira neutra, como instigado nos Jogos Olímpicos de Inverno de 2018, mas eles não terão permissão para competir em esportes de equipe. O título do banner neutro ainda não foi determinado; O chefe do Comitê de Revisão de Conformidade da WADA, Jonathan Taylor, afirmou que o COI não seria capaz de usar "Atletas Olímpicos da Rússia "(OAR) como fez em 2018, enfatizando que os atletas neutros não podem ser retratados como representantes de um país específico.  Rússia posteriormente entrou com um recurso no Tribunal de Arbitragem do Esporte (CAS) contra a decisão da WADA.  Depois de analisar o caso na apelação, o CAS decidiu em 17 de dezembro de 2020 reduzir a penalidade que a WADA impôs à Rússia. Em vez de banir a Rússia de eventos esportivos, a decisão permitiu que a Rússia participasse das Olimpíadas e outros eventos internacionais, mas por um período de dois anos, a equipe não pode usar o nome, bandeira ou hino russo e deve se apresentar como "Atleta Neutro "ou" Equipe Neutra ". A decisão permite que os uniformes das equipes exibam "Rússia" no uniforme, bem como o uso das cores da bandeira russa no design do uniforme, embora o nome deva ter predominância igual à designação "Atleta Neutro / Equipe ". 

## Agenda
Um total de 15 eventos foram realizados nas provas de Esqui estilo livre. 
| Q | Qualificação | F | Final |

| Suécia Idre       | Suécia Idre | Suécia Idre | Suécia Idre | Suécia Idre | Suécia Idre |
| Evento ↓ / Data → | 9 Fev Ter   | 10 Fev Qua  | 11 Fev Qui  | 12 Fev Sex  | 13 Fev Sab  |
| ----------------- | ----------- | ----------- | ----------- | ----------- | ----------- |
| Ski cross         |             | Q           |             |             | F           |

| Almaty            | Almaty    | Almaty    | Almaty    | Almaty    | Almaty     | Almaty     | Almaty     |
| Evento ↓ / Data → | 8 Mar Seg | 8 Mar Seg | 9 Mar Ter | 9 Mar Ter | 10 Mar Qua | 10 Mar Qua | 11 Mar Qui |
| ----------------- | --------- | --------- | --------- | --------- | ---------- | ---------- | ---------- |
| Aerials           |           |           |           |           | Q          | F          |            |
| Team Aerials      |           |           |           |           |            |            | F          |
| Moguls            | Q         | F         |           |           |            |            |            |
| Dual moguls       |           |           | Q         | F         |            |            |            |

| Estados Unidos Aspen | Estados Unidos Aspen | Estados Unidos Aspen | Estados Unidos Aspen | Estados Unidos Aspen | Estados Unidos Aspen | Estados Unidos Aspen | Estados Unidos Aspen |
| Evento ↓ / Data →    | 10 Mar Qua           | 11 Mar Qui           | 12 Mar Sex           | 13 Mar Sab           | 14 Mar Dom           | 15 Mar Seg           | 16 Mar Ter           |
| -------------------- | -------------------- | -------------------- | -------------------- | -------------------- | -------------------- | -------------------- | -------------------- |
| Big air              |                      |                      |                      |                      |                      | Q                    | F                    |
| Halfpipe             | Q                    |                      | F                    |                      |                      |                      |                      |
| Slopestyle           |                      | Q                    |                      | F                    |                      |                      |                      |

## Medalhistas
Esses foram os resultados da competição. 

### Masculino
| Evento               | Ouro                                 | Ouro                      | Prata                               | Prata                   | Bronze                                | Bronze                  |
| -------------------- | ------------------------------------ | ------------------------- | ----------------------------------- | ----------------------- | ------------------------------------- | ----------------------- |
| Big air detalhes     | Oliwer Magnusson · Suécia            | 185.25                    | Édouard Therriault · Canadá         | 183.00                  | Kim Gubser · Suíça                    | 180.75                  |
| Ski cross detalhes   | Alex Fiva · Suíça                    | Alex Fiva · Suíça         | François Place · França             | François Place · França | Erik Mobärg · Suécia                  | Erik Mobärg · Suécia    |
| Slopestyle detalhes  | Andri Ragettli · Suíça               | 90.65                     | Colby Stevenson · Estados Unidos    | 89.65                   | Alex Hall · Estados Unidos            | 86.01                   |
| Aerials detalhes     | Maxim Burov Federação Russa de Esqui | 135.00                    | Christopher Lillis · Estados Unidos | 133.50                  | Pavel Krotov Federação Russa de Esqui | 127.50                  |
| Moguls detalhes      | Mikaël Kingsbury · Canadá            | 87.36                     | Benjamin Cavet · França             | 82.43                   | Pavel Kolmakov · Cazaquistão          | 82.23                   |
| Halfpipe detalhes    | Nico Porteous · Nova Zelândia        | 94.50                     | Simon d'Artois · Canadá             | 91.25                   | Birk Irving · Estados Unidos          | 89.75                   |
| Dual moguls detalhes | Mikaël Kingsbury · Canadá            | Mikaël Kingsbury · Canadá | Matt Graham · Austrália             | Matt Graham · Austrália | Ikuma Horishima · Japão               | Ikuma Horishima · Japão |

### Feminino
| Event                | Ouro                                        | Ouro                                        | Prata                                        | Prata                                        | Bronze                                      | Bronze                            |
| -------------------- | ------------------------------------------- | ------------------------------------------- | -------------------------------------------- | -------------------------------------------- | ------------------------------------------- | --------------------------------- |
| Big air detalhes     | Anastasia Tatalina Federação Russa de Esqui | 180.50                                      | Lana Prusakova Federação Russa de Esqui      | 165.50                                       | Gu Ailing · China                           | 161.50                            |
| Ski cross detalhes   | Sandra Näslund · Suécia                     | Sandra Näslund · Suécia                     | Fanny Smith · Suíça                          | Fanny Smith · Suíça                          | Alizée Baron · França                       | Alizée Baron · França             |
| Slopestyle detalhes  | Gu Ailing · China                           | 84.23                                       | Mathilde Gremaud · Suíça                     | 77.15                                        | Megan Oldham · Canadá                       | 76.18                             |
| Aerials detalhes     | Laura Peel · Austrália                      | 106.46                                      | Ashley Caldwell · Estados Unidos             | 101.74                                       | Liubov Nikitina Federação Russa de Esqui    | 94.47                             |
| Moguls detalhes      | Perrine Laffont · França                    | 82.11                                       | Yuliya Galysheva · Cazaquistão               | 79.52                                        | Anastasia Smirnova Federação Russa de Esqui | 79.41                             |
| Halfpipe detalhes    | Gu Ailing · China                           | 93.00                                       | Rachael Karker · Canadá                      | 91.75                                        | Zoe Atkin · Reino Unido                     | 90.50                             |
| Dual moguls detalhes | Anastasia Smirnova Federação Russa de Esqui | Anastasia Smirnova Federação Russa de Esqui | Viktoriia Lazarenko Federação Russa de Esqui | Viktoriia Lazarenko Federação Russa de Esqui | Anastassiya Gorodko · Cazaquistão           | Anastassiya Gorodko · Cazaquistão |

### Misto
| Event                   | Ouro                                                              | Ouro   | Prata                                            | Prata  | Bronze                                                                | Bronze |
| ----------------------- | ----------------------------------------------------------------- | ------ | ------------------------------------------------ | ------ | --------------------------------------------------------------------- | ------ |
| Aerials equipe detalhes | Federação Russa de Esqui Liubov Nikitina Pavel Krotov Maxim Burov | 300.94 | Suíça · Carol Bouvard · Pirmin Werner · Noé Roth | 293.46 | Estados Unidos · Ashley Caldwell · Eric Loughran · Christopher Lillis | 283.97 |

## Quadro de medalhas
A seguir o quadro final de medalhas. 
| Ordem | País                     | Medalha de ouro | Medalha de prata | Medalha de bronze | Total |
| ----- | ------------------------ | --------------- | ---------------- | ----------------- | ----- |
| 1     | Federação Russa de Esqui | 4               | 2                | 3                 | 9     |
| 2     | Canadá                   | 2               | 3                | 1                 | 6     |
| 2     | Suíça                    | 2               | 3                | 1                 | 6     |
| 4     | China                    | 2               | 0                | 1                 | 3     |
| 4     | Suécia                   | 2               | 0                | 1                 | 3     |
| 6     | França                   | 1               | 2                | 1                 | 4     |
| 7     | Austrália                | 1               | 1                | 0                 | 2     |
| 8     | Nova Zelândia            | 1               | 0                | 0                 | 1     |
| 9     | Estados Unidos           | 0               | 3                | 3                 | 6     |
| 10    | Cazaquistão              | 0               | 1                | 2                 | 3     |
| 11    | Japão                    | 0               | 0                | 1                 | 1     |
| 11    | Reino Unido              | 0               | 0                | 1                 | 1     |
| Total | Total                    | 15              | 15               | 15                | 45    |